# Bilopíllja
Bilopillja (ukrainsk: Білопі́лля, ukrainsk udtale: [b⁽ʲ⁾i.ɫoˈp⁽ʲ⁾i.lʲːɐ]}; russisk: Белополье, translit: Belopol`ye) er en by og administrativt centrum i Bilopillja rajon i Sumy oblast i det nordøstlige Ukraine. Den ligger tæt på Kursk oblast i Rusland, og har 15.850  indbyggere (2021). Byens gamle navn er Vyr.
Bilopillja jernbanestation ligger i den sydlige del af byen.

## Historie
Bilopillja var en vigtig by i Sumy Kosakregimentet. Den bestod af en by med 9 tårne og et fort med 13 tårne. I 1678 var der 53 russiske tjenestefolk og 1.202 kosakker. I 1681 blev de tre landsbyer Krygu, Vorozhba (2 km fra byen) og Pavlivka (5 km fra byen) henlagt til Bilopillia.
Senere blev Bilopillja en bebyggelse, og fra 1791 - en by) i Sumskoy Uyezd i Kharkov guvernement i det Russiske Kejserrige.
Byen led som følge af folkemordet på det ukrainske folk, som blev udført af Sovjetunionens regering i 1932-1933 og 1946-1947. Mindst 2.000 mennesker døde under den sovjetisk organiserede Holodomor i 1932-1933. Under Anden Verdenskrig var byen besat af tyske hær fra 8. oktober 1941 til 3. september 1943.

## Galleri
- Peters- og Paulus-kirken i Bilopillja
- Busstation
- Bilopillja jernbanestation
- Skole i Bilopillja